# Stephen Frick
Stephen Nathaniel Frick (Pittsburgh, Pennsylvania, 1964. szeptember 30. –) amerikai űrhajós, vadászpilóta, az amerikai haditengerészet kapitánya. 1986-ban szerzett repülőmérnöki diplomát, majd 1994-ben szerezte meg a mester fokozatot. 1996-ban választotta ki a NASA űrhajósnak. Az 1991-es Öbölháborúban 26 légi bevetésben vett részt.

## Repülések
- STS–110, az Atlantis űrrepülőgép 25. repülésének pilótája. A 13. küldetés a Nemzetközi Űrállomásra (ISS), leszállították az első szegmenst, a központi rácsszerkezetet. Az S0 elem tizenkét tonnás, 13,4 méter hosszú és 4,6 méter széles. Első űrszolgálata alatt összesen 10 napot, 19 órát és 42 percet (260 óra) töltött a világűrben. 7 240 000 kilométert (4 500 000 mérföldet) repült, 171 kerülte meg a Földet.
- STS–122  az Atlantis űrrepülőgép 29. repülésének parancsnoka. Második űrszolgálata alatt összesen 12 napot, 18 órát és 22 percet töltött a világűrben. Legfőbb feladat a Nemzetközi Űrállomáson üzembe helyezni a Columbus laboratóriumot.